# Cantó de Juvigny-le-Tertre
El cantó de Juvigny-le-Tertre és un cantó francès del departament de la Manche, situat al districte d'Avranches. Té 9 municipis i el cap es Juvigny-le-Tertre.

## Municipis
- La Bazoge
- Bellefontaine
- Chasseguey
- Chérencé-le-Roussel
- Juvigny-le-Tertre
- Le Mesnil-Adelée
- Le Mesnil-Rainfray
- Le Mesnil-Tôve
- Reffuveille

## Història
| Data d'elecció                           | Identitat             | Partit                     | Qualitat |
| ---------------------------------------- | --------------------- | -------------------------- | -------- |
| 1945-1976                                | Louis Vennat          | Divers droite              |          |
| 1976-1998                                | Roger Delarue         | Divers droite, després RPR |          |
| 1998-2011                                | Philippe Huguet       | Divers droite              |          |
| 2011-                                    | Marie-Hélène Fillâtre | Divers gauche              |          |
| les dades anteriors no són pas conegudes |                       |                            |          |
|                                          |                       |                            |          |

## Demografia
| A partir de 1990: Població sense dobles comptes |